# Hesperaleyrodes michoacanensis
Hesperaleyrodes michoacanensis là một loài côn trùng cánh nửa trong họ Aleyrodidae, phân họ Aleyrodinae.
Hesperaleyrodes michoacanensis được Sampson miêu tả khoa học đầu tiên năm 1943.